# NLnet
NLnet is een Nederlandse stichting die een centrale rol speelde in de prille geschiedenis van het internet in Nederland en Europa. De geschiedenis begon in april 1982 met de aankondiging van wetenschapper Teus Hagen (destijds voorzitter van zowel de EUUG als NLUUG) van het initiatief om netwerkdiensten in Europa te ontwikkelen en leveren onder de naam EUnet. Niet lang daarna werden de eerste tien locaties in drie landen aangesloten op het netwerk. Het centrale knooppunt van zowel het Nederlandse deel (dat informeel NLnet wordt genoemd) als het EUnet ("mcvax") opereert vanaf het allereerste moment vanuit het CWI in Amsterdam.
In 1985 waren in vijftien landen van Europa nationale netwerken actief, met in totaal zo'n 500 aansluitingen onder zich. In vergelijking met moderne internetknooppunten was het verkeer dat mcvax als intercontinentale gateway van het EUnet moest verwerken nog relatief bescheiden: in 1985 ongeveer 250 Mbyte per maand (e-mail en nieuwsgroepen). De kosten daarvan bedroegen echter wel zo'n $15 000 per maand.

## Nederland prominent in Europese internetgeschiedenis
NLnet was onder de verschillende landenorganisaties de grootste en een van de meest slagkrachtige, en wist die voorsprong lang te behouden. Zelfs in 1995 was NLnet in haar eentje nog verantwoordelijk voor een kwart van al het internetverkeer in Europa. NLnet als drijvende kracht achter het EUnet speelde een belangrijke rol in de introductie van het internet in Europa, eerst door de verspreiding van UUCP en later door de koppeling aan het ARPANET. Hagen en een aantal van de andere Nederlandse pioniers zoals Daniel Karrenberg en Jaap Akkerhuis wisten op deze manier een plaats in de Internet Hall of Fame te verwerven.
NLnet maakte van Nederland het eerste land in de wereld met een nationale inbel- en ISDN-infrastructuur met volledige landelijke dekking door het creatieve gebruik van de signaleringsinfrastructuur van de Nederlandse Spoorwegen. NLnet was een van de oprichtende partijen van de Amsterdam Internet Exchange en .nl-domeinnamenregister SIDN.

## Oprichting Stichting NLnet
In februari 1989 werd de Stichting NLnet opgericht als stichting zonder winstoogmerk. Stichting NLnet werd de eerste internet service provider in Nederland. In 1991 werd Ted Lindgreen als managing director aangesteld. In datzelfde jaar werd de eerste externe internetaanbieder voor particulieren aangesloten, Hobbynet (onderdeel van HCC). In 1992 volgden omroep VPRO en internetaanbieders Knoware en IAF, en in 1993 XS4ALL. In november 1994 richtte de Stichting NLnet het bedrijf NLnet BV op als commercieel opererende dochtermaatschappij. In 1997 werden deze diensten verkocht aan Uunet, die op haar beurt net was overgenomen door Metropolitan Fiber Systems. MFS werd kort daarna zelf overgenomen door WorldCom, dat op zijn beurt een overnamebod deed op MCI Communications en uiteindelijk onderdeel werd van Verizon Inc.

## Het verbeteren van het internet
De acquisitie verschafte de stichting een startkapitaal om haar doelstellingen te realiseren. De statutaire missie van de stichting is "het bevorderen van elektronische informatie-uitwisseling en al hetgeen daarmee verband houdt of daartoe bevorderlijk kan zijn". De stichting doet dat door wereldwijd onderzoek en ontwikkeling op internetgebied te financieren. De stichting is een algemeen nut beogende instelling en draait een internationale open call waarvoor iedereen voorstellen kan indienen om het internet te verbeteren. NLnet beheert daarnaast verschillende thematische fondsen zoals het Internet Hardening Fund dat startkapitaal ontving van het Ministerie van Economische Zaken. De opbrengsten dienen altijd vrij beschikbaar te zijn aan de gehele gemeenschap, typisch onder FOSS-licenties en als internetstandaarden, webstandaarden en zo meer.

## Huidige activiteiten
NLnet staat bekend om het financieren van open source software en standaardisatiewerk (in gebieden zoals DNS security, alsook het financieren van aanvullende activiteiten (zoals hackathons en de ODF plugfests), de totstandkoming van de GPL V3-licentie, Tor, Namecoin, Jitsi enz.

## NLnet Labs
Het deels gelijkluidende NLNet Labs is een onafhankelijk onderzoekslaboratorium opgezet in 1999, waarin zonder winstoogmerk wordt gewerkt aan internetstandaarden. NLnet Labs produceert belangrijke software zoals NSD en Unbound DNS Server. NLnet Labs ontvangt financiële steun van onder meer SIDN en NLnet maar is juridisch en operationeel onafhankelijk.